# Talisia setigera
Talisia setigera là một loài thực vật thuộc họ Sapindaceae. Đây là loài đặc hữu của Ecuador.